# Teoría de cultivo

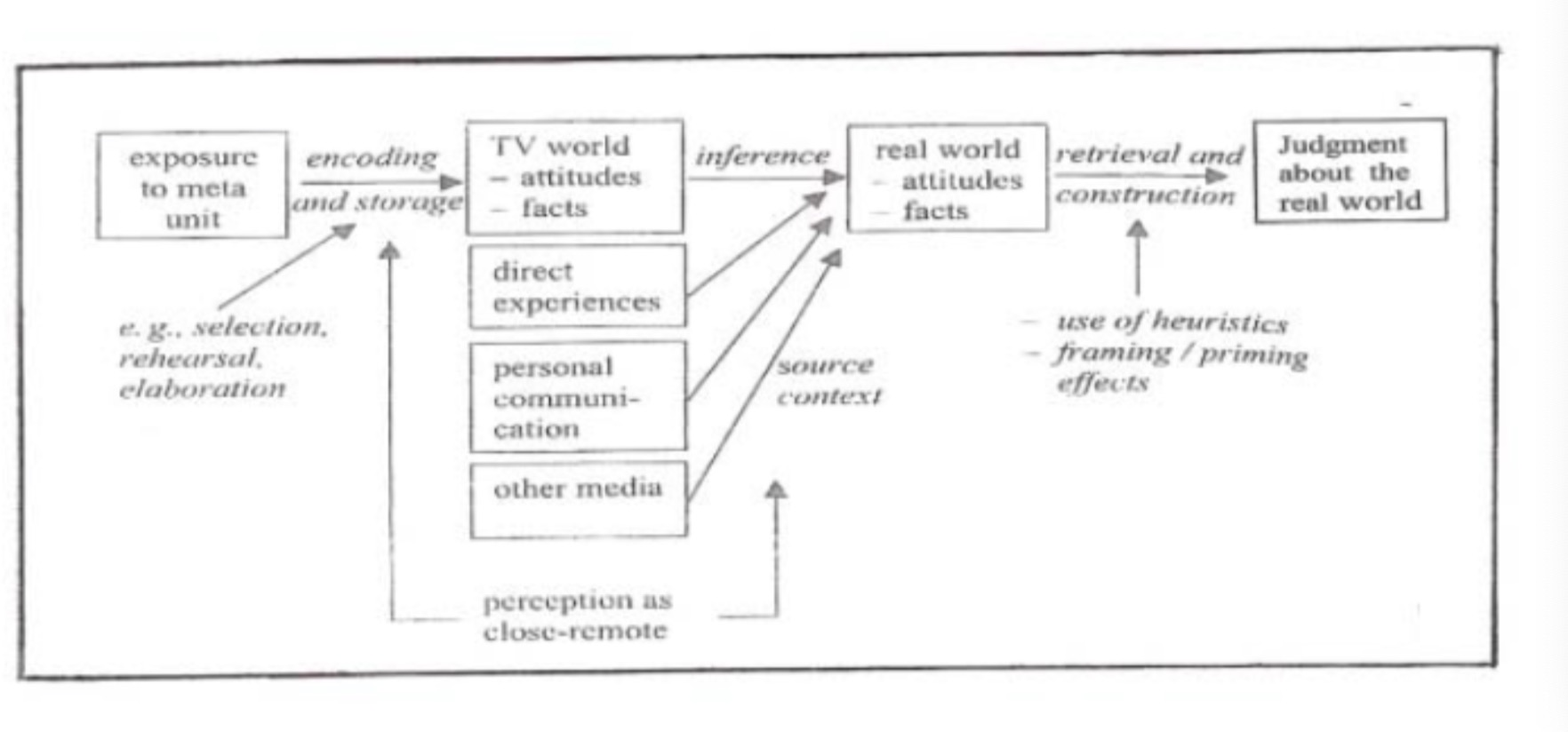
El proceso de cultivo.

La teoría del cultivo es una teoría social que propone que mientras la gente pase más tiempo viviendo en el mundo de audiovisual, será más fácil que crean que la realidad social se asemeja a la realidad retratada por lo audiovisual.
El efecto de cultivo propuesto por la teoría ocurre solo después de una exposición larga y acumulativa al televisor. Las personas atribuyen y proyectan realidad a todo lo que aparece en la pantalla de los canales de televisión, siendo niños y jóvenes los más crédulos en repetir las conductas mostradas.
George Gerbner y Larry Gross de la Universidad de Pensilvania fueron los primeros en desarrollar esta teoría como parte de una investigación a gran escala de un proyecto que denominaron «indicadores culturales».
El surgimiento de los indicadores culturales parte de la necesidad de entender los nuevos procesos de creación de historias. Para Gerbner, los humanos son la única especie que vive en el mundo construido por las historias que cuenta, y el proceso de contar historias pasó de ser artesanal e inspirado en las comunidades, para convertirse en resultado de un proceso de marketing y manufactura elaborado. Teniendo como principal propósito la identificación de los efectos “cultivados” en los  espectadores de la televisión.
El proyecto de los indicadores culturales fue construido en premisas teóricas similares a la teoría crítica, (influenciado por Adorno),  aunque utilizando métodos de investigación administrativa.
Un estudio hecho por Jennings Bryant and Dorina Miron (2004) posicionó a la teoría de cultivo como una de las más populares teorías de comunicación masiva.

## Contexto
El proyecto de indicadores culturales de Gerbner tiene como punto de partida la convicción de que el análisis de contenido tenga una verdadera significancia, enfocándolo en una manera crítica y amplia de factores en lugar de centrarse en conjuntos limitados de mensajes. El objetivo era combinar métodos empíricos con una vista crítica de las ciencias sociales, el unir el rigor práctica con la teoría consciente de valor.
Cuestionar que es lo que pone en peligro y que preserva la dignidad, libertad y valores culturales de los seres humanos será para Gerbner la forma de acercarse al estudio de comunicación masiva.
Gerbner, Gross, Morgan, & Signorielli  argumentaron que la televisión se había convertido en el medio que más imágenes y mensajes había transmitido en la historia, cultivando desde la infancia predisposiciones y preferencias en los espectadores, generando un ambiente simbólico. De esta forma la televisión ha moldeado la forma en que la sociedad piensa y se relaciona, convirtiéndose en el eje cultural principal de nuestra sociedad.
El entorno que sostiene y distingue a los humanos de la existencia de otros seres es el entorno de los símbolos. Demuestran cómo es que funciona una sociedad al dramatizar sus normas y valores. Son en esencia parte general del sistema de mensajes cultivados en los que se esperan ciertas conclusiones.
El observar televisión no solo afecta al entorno de los símbolos sino también la forma en que se cuentan las historias, estabilizando patrones culturales y sociales que generan una resistencia al cambio.

## Definición
La teoría de cultivo plantea que la exposición prolongada a la televisión cultiva a los espectadores a tener una percepción distorsionada de la realidad. Gerbner y Gross plantean que “la televisión es un medio de sociabilización que promueve la estandarización de roles y comportamientos”. Enfocándose en el estudio de las instituciones, los mensajes y los públicos.,,,,,,

## Hipótesis
Según la hipótesis de Gerbner, “los televidentes que ven más televisión están más expuestos que los que ven poca, a ver el mundo social muy semejante a como se muestra en la televisión.” Proponentes de la teoría sostenían que había un efecto positivo de la relación entre cuánta televisión se ve y las creencias acerca de la cantidad de violencia mostrada para así creer que la probabilidad de ser “lastimado” en el “mundo real” está directamente relacionada.
La discusión parte de que aun cuando la correlación de esto no es tan alta, los contenidos televisivos exhortan a una fuerza continua en la mente del televidente y así influencia la manera en que cada individuo ve el mundo. Las oposiciones a la hipótesis argumentan que dicha relación no existe y aunque la relación es pequeña, los coeficientes de relación siguen siendo altos. Es decir, la influencia solo se efectúa en ciertos casos.

## Realidad percibida
Para definir la realidad percibida, se hicieron estudios que se dividen en:
a) Definir la realidad en términos del mensaje
b) Enlazar la realidad percibida con el receptor, más que con el mensaje.
c) Construir una definición conceptual de la realidad percibida. Para esto, es necesario definir los conceptos en términos de los estudios realizados.

## El mensaje
Los estudios están basados en asunción que la realidad del mensaje reside en alguna parte del mensaje mismo y no en sus receptores. Esta perspectiva ignora la evidencia que las personas son individuos con percepciones variadas.
La percepción de la realidad es un asunto de interpretación individual y los efectos del mensaje deben ser medidos en vez de asumir que algunas señales del mensaje harán obvia la realidad para todos público.

## El receptor
La realidad percibida es tratada como una actitud que varía a través de las personas en vez de ser una característica del contenido de los medios. Es decir, esta es interpretada por las personas y no dada por el medio transmisor del mensaje.
Esta teoría nos dice que la realidad percibida es tratada como sinónimo de la veracidad de los medios. La medición de esta es conducida de manera global y unidimensional. Con esto, se asume que los sujetos tienen una opinión resumida de la realidad a través de todos los programas de televisión que ven.

## Definición sintetizada
La definición de la realidad percibida contiene más de una dimensión relevante. Es más que una preocupación por una ventana mágica.
Si la realidad percibida es verdaderamente multidimensional:
1. Debe haber evidencia que los sujetos están reaccionando a más de un concepto cuando son cuestionados sobre la cantidad de realidad que ven es los mensajes de los medios.
2. Las dimensiones que se encuentren deben ser teóricamente significativas.
3. Las dimensiones deben ser relativamente independientes unas de las otras a un nivel conceptual.

Ejemplo: una persona puede percibir que la televisión muestra personajes y situaciones diferentes a los de la vida real, pero puede llegar a sentir gusto por alguno de estos y creer que podrían realmente existir. Incluso estos personajes podrían enseñarle cómo cambiar su vida.
Un ejemplo contrario: una persona puede sentir que el contenido televisivo presenta generalmente personajes y situaciones muy parecidos a los de la vida real y el espectador llega a verlos como falsos o triviales, por lo que siente que no puede aprender nada útil de ellos.
Los componentes de la realidad percibida son:
Ventana mágica: es el componente central de la realidad percibida. Teóricamente se define como la creencia en la realidad literal de los contenidos y mensajes televisivos.
Tiene dos subcomponentes, la sintáctica y semántica. La sintáctica se refiere a la creencia de que la realidad es transmitida por el estilo del mensaje. La semántica se refiere a la creencia de la realidad encarnada en el significa o la sustancia del mensaje.
Expectativas sociales, instrucción o utilidad percibida: Teoréticamente, la utilidad está definida como la creencia de la aplicabilidad de las lecciones transmitidas de la televisión a la vida de los espectadores.

Identidad: sentimiento de proximidad hacia los personajes de los programas de televisión. No se refiere tanto al gusto o la atracción del televidente hacia el personaje ni al deseo de emular sus acciones, sino que hace énfasis en el grado en que el televidente sienta que un personaje está activo en su vida. Los televidentes que siguen de cerca a algún personaje en la televisión, llegan a empatizar con estos de manera que lo sienten como un amigo cercano.

## Cultivo diferencial
Gerbner y sus colaboradores (1996) definen el cultivo diferencial como el margen de diferencia entre las concepciones de la realidad que elaboran las personas más expuestas a la TV en comparación a las menos expuestas dentro de los mismos subgrupos demográficos (sexo, edad, clase, social, etc.) Para Gerbner existen 3 tipos de espectador dependiendo del número de horas de exposición a los contenidos de televisión: "ligeros" pasan un promedio de 0-2 horas diarias, "medios" 2-4 horas diarias y "arduos" más de 4 horas diarias.

## Mainstreaming y Resonancia
Términos que utiliza Gerbner para describir los efectos de la televisión. 
- Mainstreaming ocurre cuando las representaciones del mundo mostradas en la TV se interponen a las ideas sobre el mundo y a otras fuentes de información. Esto ocurre sobre todo en los espectadores habituales.
- Resonancia ocurre cuando las experiencias vivenciales del espectador son congruentes con el contenido de violencia que hay en la televisión. El mensaje de la televisión tiene una doble dosis para estos espectadores lo que incrementa el efecto del cultivo.

## Críticas a la teoría del cultivo
La mayoría de los estudiosos coinciden en una crítica principal: “la sobre simplificación”. Lo que esto quiere decir es que para Gebner, la televisión es el único medio por el cual el ser humano se ve influenciado y no toma en cuenta “la complejidad de la naturaleza humana y las relaciones que afectan la vida de las personas.” Esta teoría al enfocarse completamente a la influencia televisiva en el individuo, deja de lado variables altamente influyentes en su consumo televisivo como “edad, sexo, educación y posición socioeconómica”
Por ejemplo para Gebner no existe la posibilidad de razonamiento o crítica ante un contenido violento que una persona está consumiendo de la televisión. Dicha persona según Gebner, no cuestionará ni tratará de validar lo que ha visto, simplemente lo creerá y lo aceptará como su realidad vigente. Según el profesor Gabriel Curi la teoría de Gerbner, “parece haber olvidado la experiencia que acompaña a cada ser humano, sus valores, sus capacidades de percepción, y las relaciones o estímulos que lo afectan.”
Aunado a esta crítica, la Universidad de Colorado identifica otras limitantes de esta teoría en tanto que no reconoce otras ofertas mediáticas como posibles influencias del ser humano. Identificando estas como: “noticieros, periódicos, anuncios, revistas, radio, música, películas y documentales, entre otros.”
Otra crítica que se le hace a la teoría del cultivo, es que esta únicamente “se concentra en el tiempo de exposición a la televisión y no permite distinguir las diversas maneras en las que los consumidores interpretan la realidad televisada.”. La teoría de Gebner no permite identificar y medir en qué grado los espectadores aceptan como válido el contenido que reciben de la televisión. 
Según Joseph Dominick, los individuos que ven televisión únicamente como mera distracción “parecen ser más afectados que los que planean verla y están altamente motivados.”

## Futuro de la teoría del cultivo
A pesar de que esta teoría fue formulada hace ya varios años, sigue encontrando espacio en los estudios sobre recepción, pues a pesar de que hoy en día hay más oferta de medios, “la televisión aún domina el flujo de información y el contenido que pasa por nuestros ojos.”
Actualmente esta propuesta teórica busca reformularse para las nuevas ofertas mediáticas, principalmente medios digitales (Internet, Youtube, Twitter, Facebook, videojuegos, etc.). El futuro de la teoría del cultivo, así como de otras teorías “está en el desarrollo de las instituciones mediáticas así como de las tecnologías”.
El mismo Gerbner declaró que en la medida en que “cambien las instituciones, estructuras y tecnologías de producción de mensajes, los términos del cultivo también deberán cambiar.” Esta teoría requiere ser abordada críticamente considerando la complejidad de los fenómenos de recepción y las múltiples variables socioculturales que determinan los efectos del consumo mediático en los usuarios o públicos.